# Тоні Іверс
Ентоні Стівен Іверс (англ. Anthony Steven Evers; нар. 5 листопада 1951, Плімут, штат Вісконсин, США) — американський політик-демократ. 46-й губернатор штату Вісконсин з 7 січня 2019 року.
Працював шкільним вчителем, директором і суперінтендантом освіти штату. Пережив онкологічне захворювання, Іверс наполягає на необхідності розширення витрат на охорону здоров'я. Привернув увагу виборців обіцянками виправити жахливе становище дорожньої мережі і мостів. Як можливе джерело фінансування дорожніх робіт обговорюється спеціальний податок на бензин. Також Іверс передбачає скорочення податків на бідних жителів за рахунок скорочення пільг для підприємців та фермерів.